# Johann Theodor Hubert Brandt
Johann Theodor Hubert Brandt  ( 23 de agosto de 1877 - 3 de agosto de 1939) fue un naturalista alemán, especializado en micología.
- La abreviatura «J.T.H.Brandt» se emplea para indicar a Johann Theodor Hubert Brandt como autoridad en la descripción y clasificación científica de los vegetales.[2]